# 琴学
《琴学》，古琴谱。據卷首为清乾隆十五年曹庭栋撰辑。

## 琴谱内容
琴学分内、外两篇。卷首为琴学例说，再为琴学内篇目录、明律、定聲等律法资料、再次为論弦、論徽、论调等相关讲解。是一部重要的琴学著作。